# Como el gato y el ratón
Como el gato y el ratón es una película colombiana producida por CMO Producciones, dirigida por Rodrigo Triana y estrenada el 1 de noviembre de 2002. Cuenta la historia de dos familias líderes de un barrio pobre de Bogotá que caen en bromas pesadas una vez que llega la electricidad al barrio.

## Sinopsis
El barrio La Estrella es un barrio ilegal ubicado al sur de Bogotá habitado por muchos desplazados de la violencia. Ante el acontecimiento que constituye la llegada de la luz eléctrica, esa noche hay una celebración en todo el barrio. La Estrella es un barrio liderado por dos familias: Los Cristancho y los Brochero. Al día siguiente, comandados por Cayetano Brochero (Jairo Camargo) y Miguel Cristancho Gilberto Ramírez, y de manera ilegal, los habitantes del barrio toman la energía eléctrica directamente de los postes de electricidad para llevarla a sus casas. 
Esto sucede, a pesar de la oposición de Keneddy Corzo (Diego Vásquez), el edil de la comunidad, que prevé las consecuencias que puede traer. Y de pronto, en medio del jolgorio y del espíritu positivo y optimista que impera entre los vecinos, Consuelo (Alina Lozano), la esposa de Miguel, descubre que un cable de electricidad cruza peligrosamente muy cerca de su tendero de ropa, y proviene de la casa de sus mejores amigos, la familia Brochero. A pesar de haber sido alertado por su amigo y vecino, Cayetano Brochero olvida retirar el cable hasta que Miguel Cristancho incitado por su esposa (Alina Lozano), corta el cable que da energía a los Brochero. Cristancho se disculpa y más adelante Brochero toma represalias graves.
Las bromas aumentan su intensidad, hasta que ambas familias terminan peleadas y posteriormente el barrio se divide entre los que apoyan a los Brochero y los que apoyan a los Cristancho. En medio de la trifulca se desarrolla un romance entre los hijos de ambas familias, Giovanna (Paola Rey) y Edson (Manuel José Chávez). Cuando Edson revela ante la furibunda multitud que se acostó con Giovanna para lavar la afrenta a su familia, la comunidad se enfrenta en la cancha de futbol del barrio.
En medio de un torrencial aguacero, es cuando Kennedy llega con un arma a tratar de disuadir a los dos bandos. En medio de la pelea, el arma se dispara y la bala hace explotar un transformador en el poste, el cual caer y electrocuta a todo el barrio. A la mañana siguiente, un barrio semidestruido y en silencio recibe al camión de la empresa de energía que llega a instalar los contadores de luz para cada vivienda. Una historia que pone a reflexionar al espectador sobre el mal de la intolerancia.

## Premios nacionales
- Premio de Apoyo a la Producción, Ministerio de Cultura, Dirección de Cinematografía (Colombia) 1998
- Premio de Apoyo a la Postproducción, Ministerio de Cultura, Dirección de Cinematografía (Colombia) 2000
- Círculo Precolombino de Oro a la Mejor Película Colombiana en el 19.º Festival Internacional de Cine de Bogotá (Colombia) 2002

## Festivales
- Premio de Apoyo al Guion, Ministerio de Relaciones Exteriores y de la Cultura (Fonds Sud - Francia) 1999
- Premio de Apoyo a la postproducción, Ministerio de Relaciones Exteriores y de la Cultura (Francia) 2001
- Sol de Oro, Cita de Biarritz, Festival de Cine y Cultura de América Latina (Biarritz - Francia) 2002